# John Kuck
John Kuck, född 27 april 1905 i Wilson i  Kansas, död 21 september 1986 i Wilson i Kansas, var en amerikansk friidrottare (kulstötare).
Kuck blev olympisk mästare i kulstötning vid olympiska sommarspelen 1928 i Amsterdam, då han med en stöt på 15,87 meter slog tyske Emil Hirschfelds drygt månadsgamla världsrekord.
Kuck tävlade för Kansas City AC och blev amerikansk mästare i kulstötning 1927.